# Vi vinder folket
|  | Denne artikel er oprettet af botten Steenthbot ud fra en ekstern database. Den kan derfor have sproglige fejl eller mangler. Denne skabelon kan fjernes efter kontrol af indholdet. |

Vi vinder folket er en dansk propagandafilm fra 1940 instrueret af A. Langgaard Nielsen efter eget manuskript.

## Handling
DNSAP propagandafilm. Undertitel: "En Film om Kampen for Folkets ret til Arbejde, Brød og Frihed."

## Medvirkende
- Vidkun Quisling
- Frits Clausen
- Per Dahlberg